# 楚昭辅
楚昭輔（914年—983年1月9日），字拱辰，宋州宋城縣（今河南省商丘）人。北宋開國功臣，著名將領。
少事華州主帥劉詞，顯德二年（955年）劉詞卒，楚昭輔轉投趙匡胤麾下，因有才幹而深得趙匡胤信任。960年，趙匡胤在陳橋驛發動兵變，派楚昭輔回京城探查昭憲太后杜氏的安危。宋太祖趙匡胤稱帝後，任軍器庫使。宋太祖領兵在外征戰時，楚昭輔擔任京城巡檢使。建隆四年（963年），被外派權知揚州，出使江南。回朝後，受命整理左藏庫金帛，數日就整理完畢。開寶四年（971年），拜左驍衛大將軍、權判三司。六年（973年），遷樞密副使。九年（976年），命權宣徽南院事。
宋太宗太平興國二年（977年），升為樞密使。三年（978年），加檢校太傅。四年（979年）五月，隨宋太宗北伐太原，加檢校太尉。後楚昭輔因脚有毛病请求告老，宋太宗亲临其家慰问，见他的府第低下潮湿，命人扩广。但楚昭輔不愿侵占民地，坚决推辞，宋太宗最后赏赐他白金万两，让他另外购买府第居住。楚昭輔因病在家休养了将近一年，也没有请求辞职，宋太宗也不忍罢免他。直到举行郊祀（于郊外祭祀天地，南郊祭天，北郊祭地）後，才以石熙載接任樞密使，晉升他為右驍衛上將軍。太平興國七年十二月二十三日庚辰（983年1月9日），楚昭輔卒，年六十九，贈侍中。
楚昭輔是著名收藏家，藏有韓滉《牛圖》以及王維山水畫。他性格勤勞耿介，人們不敢以私事拜託他。但他很吝嗇，皇帝前后赐予他钱财万计，他统统收藏起来，曾经带宾客故旧到他的藏宝室中观看，自得的说：“我虽无汗马功劳，只是风云际会才到这个地步，这些财物我暂时替国家守着，以后当贡献给皇帝。（吾无汗马劳，徒以际会得此，吾为国家守尔，后当献于上。）”等到他罢官时，却全部用以购买田宅，被当时人议论鄙视。